# نشر روزبهان
نشر روزبهان با ۴۰ سال سابقه فعالیت فرهنگی یکی از قدیمی‌ترین انتشارات ایران با بیش از ۷۰۰ عنوان کتاب می‌باشد. این انتشارات با نویسندگانی چون نادر ابراهیمی، عباس میلانی، بهرام بیضایی، محمد قاضی، عبدالرحیم جعفری، صمد بهرنگی، خسرو حکیم رابط، محسن یلفانی و پرینوش صنیعی همکاری داشته است.